# Alfred Schneidau
Alfred John Schneidau (Camden, Londres, 5 de febrer de 1867 – Finchley, Londres, 24 de gener de 1940) va ser un futbolista i jugador de criquet anglès, que va competir a finals del segle xix i primers de xx. El 1900 va prendre part en els Jocs Olímpics de París, on guanyà la medalla de plata en la competició de Criquet a XII com a integrant de l'equip francès.
De jove havia jugat de porter en diversos equips de Londres, entre ells el Fulham F.C..